# 帕什基夫齊 (舊康斯坦丁尼夫市鎮)
49°46′7″N 27°7′55″E / 49.76861°N 27.13194°E
帕什基夫齊（羅馬化：Pashkivtsi）是位於烏克蘭西部的村莊，由赫梅利尼茨基州裡赫梅利尼茨基區的舊康斯坦丁尼夫市鎮負責管轄。該村始建於1189年，面積2.68平方公里，海拔高度265米，2001年人口1,323，人口密度每平方公里493.7人。